# Gnadenlos schön
Gnadenlos schön ist eine US-amerikanische Filmsatire aus dem Jahr 1999, bei der Michael Patrick Jann Regie führte. In dieser Satire auf Schönheitskult, die im Kleinstadt-Milieu spielt, bekämpfen sich Amber Atkins (Kirsten Dunst) und Becky Ann Leeman (Denise Richards) bei einem Schönheitswettbewerb mit allen ihnen zur Verfügung stehenden Mitteln.

## Handlung
Wie jedes Jahr findet in der Kleinstadt Mount Rose, Minnesota, ein Schönheitswettbewerb statt. Ein Fernsehteam begleitet die Kandidatinnen auf Schritt und Tritt. Eine der Favoritinnen für den Sieg ist Amber Atkins, die in einer Wohnwagensiedlung lebt und den Schönheitswettbewerb nutzen will, um aus Mount Rose herauszukommen und Fernsehjournalistin zu werden. Ihre härteste Konkurrentin ist die aus einer sehr wohlhabenden Familie stammende Becky Leeman, deren Mutter Gladys vor Jahren den Schönheitswettbewerb gewonnen hat und nun auch ihre Tochter als Siegerin sehen will. Es dauert nicht lange, und der Kampf um die Siegkrone nimmt immer groteskere Züge an: Kleider verschwinden spurlos, Scheinwerfer stürzen von der Decke und Fahrzeuge explodieren. Die ersten Todesopfer lassen nicht lange auf sich warten.
Das Fernsehteam bekommt mehr als genug Material: Die Preisrichter sind debil oder pervers, die letztjährige Schönheitskönigin leidet an Magersucht, und Schusswaffen gehören in Mount Rose schon fast zum guten Ton.
Als der große Tag schließlich gekommen ist, holt sich Becky den Sieg, während Amber nur Zweite wird. Doch auf der anschließenden Parade kommt es zu einem skurrilen Unglück: Beckys Festwagen, der die Form eines riesigen Schwans hat, explodiert. Amber beerbt Becky daraufhin als Schönheitskönigin von Mount Rose, während Beckys Mutter Gladys einen Nervenzusammenbruch erleidet und vor den Augen und Ohren der ganzen Stadt gesteht, für die zahlreichen Sabotageakte verantwortlich zu sein.
Amber gewinnt im Anschluss auch die Ausscheidung für Minnesota, da sie als einzige keine verseuchten Schalentiere gegessen hat. Das Fernsehteam begleitet nun die strahlende Siegerin Amber zum landesweiten Schönheitswettbewerb nach Alabama, der jedoch ins Wasser fällt, da die Firma, die den Wettbewerb sponsert, mittlerweile wegen Steuerhinterziehung in Konkurs gegangen ist.
Damit scheint Ambers Traum, Mount Rose zu verlassen und Karriere zu machen, gescheitert. Doch als Gladys aus dem Gefängnis ausbricht und eine Schießerei anzettelt, springt Amber für eine angeschossene Fernsehreporterin ein und erhält schließlich deren Job.
Für Amber heißt es somit „Ende gut, alles gut“, und das Fernsehteam hat eine interessante Dokumentation zustande gebracht.

## Kritik
„Der Schönheitswettbewerb in einer fiktiven Kleinstadt im US-Bundesstaat Minnesota dient als Aufhänger für eine höchst unterhaltsame und bissige Satire über provinziellen Größenwahn, das Recht des Stärkeren und die Ausgrenzung der Schwachen sowie über die Verbissenheit amerikanischen Erfolgsstrebens. Im Mittelpunkt stehen die einzelnen Kandidatinnen und ihre ehrgeizigen Eltern. Im Gewand eines vorgeblichen Dokumentarfilms zeigt der Film nur die Bilder, die die Reporter einfangen und dabei hartnäckig jedes Missgeschick offenbaren.“

„Seinen Reiz bezieht der Film allerdings nicht nur aus den Gemeinheiten, sondern auch daraus, dass er seine bitterböse Geschichte mit gnadenlosem Humor zur Satire macht. […] Fazit: Schön gnadenlos“

## Hintergrund
Gnadenlos schön ist fast durchgängig im Stil eines Dokumentarfilms gedreht. In Wahrheit ist natürlich alles rein fiktiv, womit der Film eine sogenannte Mockumentary ist.
Drehbuchautorin Lona Williams konnte für den Film auf eigene Erfahrungen zurückgreifen, da sie selber schon Kandidatin bei Schönheitswettbewerben war.